# Football Club Flora 2017
Questa voce raccoglie le informazioni riguardanti il Football Club Flora Tallinn nelle competizioni ufficiali della stagione 2017.

## Stagione
- In campionato il Flora Tallinn termina al primo posto (90 punti), davanti a Levadia Tallinn (84) e Kalju Nõmme (78) e vince per l'11ª volta la Meistriliiga.
- In coppa nazionale perde 1-0 la finale contro il Levadia Tallinn.
- In supercoppa nazionale perde 5-0 contro il FCI Tallinn.
- In Europa League viene eliminato al primo turno dagli sloveni del Domžale (2-5 complessivo).

## Maglie e sponsor
La divisa casalinga era composta da una maglia interamente verde, pantaloncini bianchi e calzettoni verdi con rifiniture bianche. Quella da trasferta era invece composta da una maglia bianca con bordi neri, pantaloncini neri e calzettoni bianchi con rifiniture nere.
| Casa | Trasferta |

## Rosa
| N. |                    | Ruolo | Calciatore                |
| -- | ------------------ | ----- | ------------------------- |
| 2  | Estonia (bandiera) | D     | Märten Kuusk              |
| 3  | Estonia (bandiera) | C     | Jan Kokla                 |
| 4  | Estonia (bandiera) | D     | Kevin Aloe                |
| 5  | Estonia (bandiera) | D     | Mairo Miil                |
| 6  | Estonia (bandiera) | C     | German Šlein              |
| 7  | Estonia (bandiera) | C     | Martin Miller             |
| 8  | Estonia (bandiera) | A     | Hannes Anier              |
| 9  | Estonia (bandiera) | A     | Rauno Alliku              |
| 10 | Estonia (bandiera) | C     | Brent Lepistu (capitano)  |
| 11 | Estonia (bandiera) | A     | Rauno Sappinen            |
| 13 | Estonia (bandiera) | P     | Ingmar Krister Paplavskis |
| 17 | Estonia (bandiera) | D     | Marco Lukka               |
| 18 | Estonia (bandiera) | A     | Roman Sobtšenko           |

| N. |                    | Ruolo | Calciatore            |
| -- | ------------------ | ----- | --------------------- |
| 19 | Estonia (bandiera) | D     | Gert Kams             |
| 20 | Estonia (bandiera) | C     | Maksim Gussev         |
| 21 | Estonia (bandiera) | D     | Madis Vihmann         |
| 23 | Estonia (bandiera) | C     | Mihkel Ainsalu        |
| 27 | Estonia (bandiera) | D     | Joseph Saliste        |
| 31 | Estonia (bandiera) | D     | Joonas Tamm           |
| 33 | Estonia (bandiera) | P     | Richard Aland         |
| 35 | Estonia (bandiera) | C     | Markus Poom           |
| 45 | Estonia (bandiera) | D     | Henri Järvelaid       |
| 49 | Georgia (bandiera) | C     | Zakaria Beglarishvili |
| 50 | Estonia (bandiera) | A     | Erik Sorga            |
| 71 | Estonia (bandiera) | A     | Mark Anders Lepik     |
| 73 | Estonia (bandiera) | P     | Mait Toom             |